# سأكون لأنني أحبك
"Sarà perché ti amo" (تُنطق: [سارا بيركي تي آمو]، وتعني "لا بدّ أن السبب هو أنني أحبك") هي أغنية أداها فرقة البوب الإيطالية الشهيرة Ricchi e Poveri سنة 1981.
أغنية أيقونية ومتعدّدة الأجيال في الثقافة الإيطالية، تُستخدم بانتظام في المناسبات الاحتفالية والرياضية. ومنذ سنوات 2010، يُردّدها مشجّعو فريق كرة القدم ميلان AC a cappella (من دون موسيقى) قبل كل مباراة تُقام في ملعب سان سيرو.

## استقبال
قُدِّمت الأغنية في الدورة الحادية والثلاثين من مهرجان سانريمو حيث احتلّت المرتبة الخامسة. . وتُعدّ واحدة من أكبر النجاحات في مسيرة فرقة ريتشي إي بوفرى . بيعت منها 1,022,000 نسخة في فرنسا، واحتلّت المرتبة الثامنة في ترتيب المبيعات لسنة 1981.

## التكيفات

### النسخة الأجنبية
سجّلت فرقة Ricchi e Poveri نسخة بالإسبانية من هذه الأغنية بعنوان "Será porque te amo"، والتي صدرت ضمن ألبوم "Me enamoro de ti" (أقع في حبك).
كُتبت كلمات هذه النسخة من طرف لويس غوميث إسكولار.سجل ريتشي إي بوفيري نسخة إسبانية من هذه الأغنية بعنوان Sera porque te amo وظهرت في الألبوم : أنا أحبك . كلمات هذه النسخة كتبها لويس جوميز اسكولار.

### نسخة كارين شيريل
في عام 1981، أُعيد أداء الأغنية باللغة الفرنسية من طرف كارين شيريل بعنوان جديد هو "Les nouveaux romantiques" (الرومانسيون الجدد).
باع هذا السينغل 400,000 نسخة، واحتل المرتبة 27 في ترتيب المبيعات لسنة 1981.

### نسخة الكولاج
في عام 1991، أعاد الفريق الكندي الكيبيكي Collage أداء الأغنية باللغة الفرنسية تحت عنوان جديد هو "Je m’envole avec toi" (أُحلّق معك).
صدرت هذه النسخة ضمن ألبومهم الأول "Hasta la vista"، والذي تضمن عدة اقتباسات أخرى باللغة الفرنسية لأغاني ناجحة لفرقة Ricchi e Poveri.
وقد بقيت هذه الأغنية ضمن قائمة الأغاني الفرانكوفونية في كيبيك لمدة 17 أسبوعًا، وبلغت المركز السابع.

### نسخة لابان
في عام 1982، أعاد الثنائي الدنماركي Laban أداء الأغنية تحت عنوان "Hvor ska' vi sove i nat" (ويُترجم حرفيًا: "أين سننام الليلة؟").
وقد بيعت منها أكثر من مليون نسخة، وأُعيد غناؤها لاحقًا في عام 1994 من قبل فرقة Discofil.

## اتهام بالسرقة الأدبية
في عام 2015، أصدر الفنان ميكا (Mika) ألبومًا بعنوان "No Place in Heaven"، يتضمّن أغنية باسم "Talk About You"، والتي وُجّهت إليها بسرعة اتهامات بأنها نسخة مقلّدة (سرقة موسيقية) من أغنية "Sarà perché ti amo" للفرقة الإيطالية Ricchi e Poveri.

## تصنيف
| التصنيف ( 1981 ) | أفضل موضع |
| ---------------- | --------- |
| ألمانيا          | 11        |
| النمسا           | 7         |
| إسبانيا          | 1         |
| فرنسا            | 1         |
| إيطاليا          | 1         |
| سويسرا           | 2         |

## في الثقافة الشعبية
تظهر أغنية "Sarà perché ti amo" ضمن الموسيقى التصويرية والمقطوعات الموسيقية الإضافية في الأفلام، والمسلسلات التلفزيونية، والسيتكومات التالية:

## الملاحظات والمراجع
1. 1 2  "1981". sites.estvideo.net. اطلع عليه بتاريخ 2017-04-24.
2. ↑  "Ricchi & Poveri* - Sera Porque Te Amo". Discogs (بالإنجليزية). Retrieved 2017-04-24.
3. 1 2 3  Hung، Steffen. "Die Offizielle Schweizer Hitparade und Music Community". www.hitparade.ch. اطلع عليه بتاريخ 2017-04-24.
4. ↑  "1# Singles Spain/España (80-89)". RateYourMusic. 1989. اطلع عليه بتاريخ 2017-04-24.
5. ↑  "Hit Parade Italia - Top Annuali Single: 1981". www.hitparadeitalia.it. اطلع عليه بتاريخ 2017-04-24.

## روابط خارجية
- Ressources relatives à la musique :
  - MusicBrainz (œuvres)
  - SecondHandSongs